# Batalha de Rivoli
A Batalha de Rivoli (14–15 de Janeiro de 1797) foi uma vitória-chave na primeira campanha francesa na Itália contra a Áustria. Os 23 000 franceses de Napoleão Bonaparte derrotaram um ataque de 28 000 austríacos sob as ordens do general Alvinczy, finalizando a quarta e última tentativa da Áustria para socorrer sua fortaleza sitiada de Mantua. Além do mais, Rivoli demonstrou o brilhantismo de Napoleão e levou à ocupação francesa da Itália setentrional.

## Início
O plano de Alvinczy era subjugar o General Barthélemy Joubert nas Montanhas a leste do Lago Garda com a concentração de cinco colunas separadas e assim obter acesso ao campo aberto ao Norte de Mantua onde poderia derrotar facilmente o pequeno exército de Napoleão na Itália. No entanto, com Joubert detido, Napoleão foi capaz de trazer elementos da divisão de André Masséna e de formar uma linha defensiva em terreno favorável ao Norte de Rivoli em Trambasore Heights. A batalha seria um disputa entre as tentativas de Alvinczi de reunir suas colunas separadas e a chegada de reforços franceses.

## A batalha
A manhã do dia 14 viu combates ferozes através da Trambasore Heights. Uma outra coluna austríaca, sob o comando do Princepe Heinrich de Reuss-Plauen, tentou jogar o flanco direito francês contra o desfiladeiro de Rivoli. Às 11 horas, as coisas estavam bastante ruins para Napoleão: dragões austríacos haviam forçado seu caminho através do desfiladeiro, outra coluna, sob o comando do Coronel Franz Lusignan, tinha cortado sua retirada pelo sul e Alvinczi estava no Trambasore Heights exortando seus batalhões vitoriosos a seguirem, embora eles ainda não estivessem preparados para combater em terreno acidentado.
Com uma série de ações os franceses conseguiram aproveitar esse erro crucial. Bonaparte, Joubert, e Louis Alexandre Berthier comandaram um bem coordenado ataque. Uma bateria de 15 armas liquidou os Dragões, enquanto 2 colunas de infantaria apoiadas pela cavalaria comandada por Charles Leclerc e Antoine Lasalle se dirigiram uma para o desfiladeiro e outra para Trambasore Heights. Os austríacos do desfiladeiro fugiram depois que seus próprios dragões foram lançados sobre eles em pânico. Da mesma forma aconteceu com a infantaria nos Trambasore Heights. Por fim a coluna sul de Lusignan matou 3 000 soldados.

## Resultados
No dia seguinte Joubert conduziu com sucesso uma perseguição a Alvinczi, destruindo todas as suas colunas, os sobreviventes fugiram em direção ao Vale do Rio Adige, em total confusão. A vitória de Rivoli foi a maior vitória de Bonaparte naquela época. Os Franceses sofreram 2 200 mortes e 1 000 feridos ou capturados, enquanto os austríacos sofreram 4 000 mortes, mais de 8 000 feridos ou capturados, além de 8 canhões roubados.